# Reichenstraße 5 (Quedlinburg)

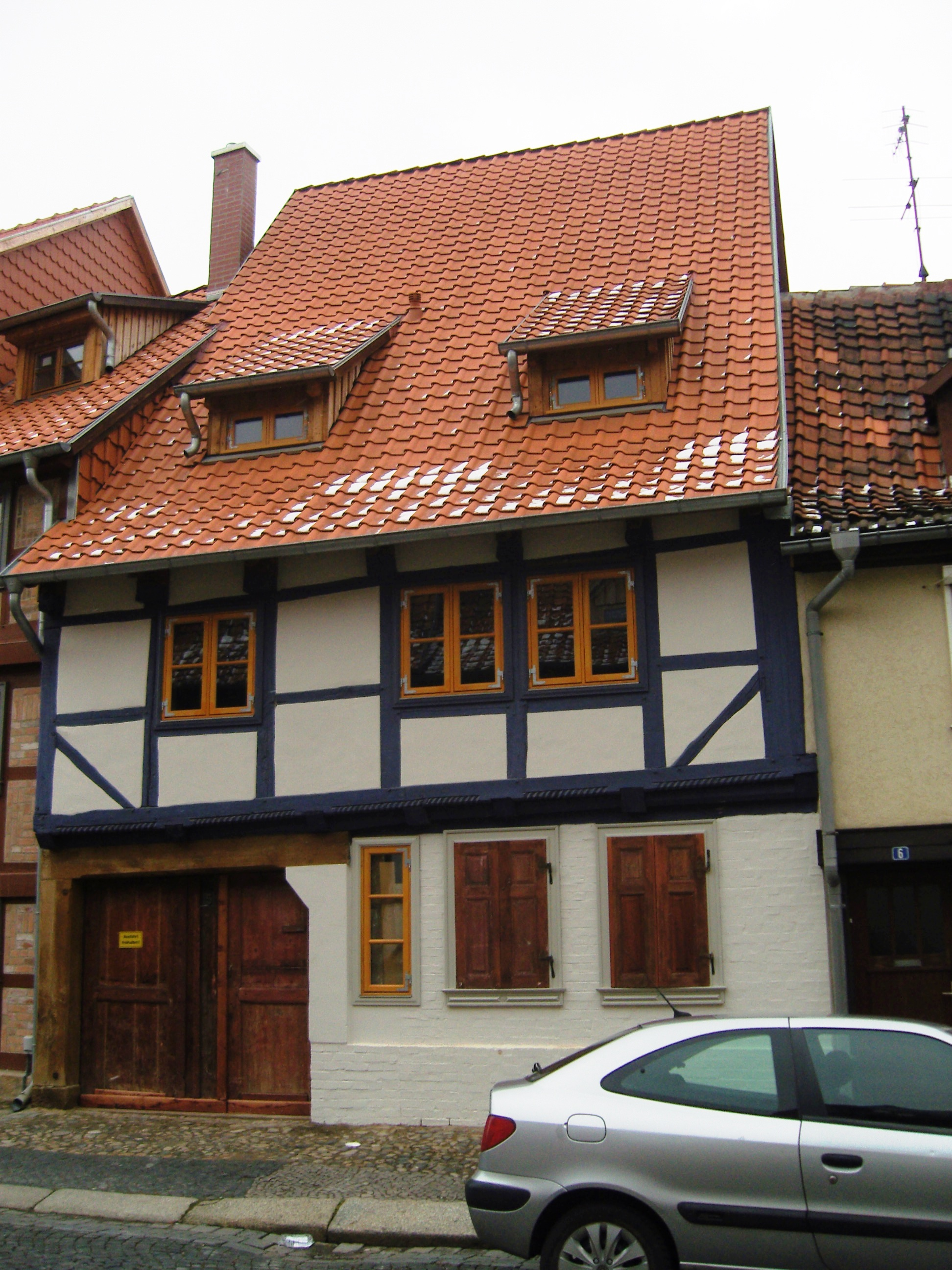
Haus Reichenstraße 5

Das Haus Reichenstraße 5 ist ein denkmalgeschütztes Gebäude in der Stadt Quedlinburg in Sachsen-Anhalt.

## Lage
Es befindet sich im nördlichen Teil der historischen Quedlinburger Neustadt. Das Gebäude ist im Quedlinburger Denkmalverzeichnis als Wohnhaus eingetragen. 

## Architektur und Geschichte
Bei dem zweigeschossigen Fachwerkhaus handelt es sich um das älteste erhaltene Fachwerkwohnhaus der historischen Quedlinburger Neustadt. Nach dendrochronologischen Untersuchungen wird der Bau in seinem Kern auf das Jahr 1356 datiert. Ende des 20. Jahrhunderts ging man noch von einer Entstehung erst in der Zeit um 1700 aus. Ende des 19. Jahrhunderts erfolgte eine umfassende Erneuerung. Zum Ende des 20. Jahrhunderts verfügte das Gebäude über drei Geschosse. Etwa Anfang des 21. Jahrhunderts erfolgten Umbau und Sanierung des Hauses. Das zweite Obergeschoss wurde dabei zurückgebaut, womit das Dach deutlich steiler wurde.